# Partido Democrático (Polonia)
El Partido Democrático (en polaco Partia Demokratyczna, también conocido como demokraci.pl) es un partido político polaco de ideología centrista y social-liberal que fue fundado en 2005 y forma parte en la actualidad de la coalición Izquierda y Demócratas.

## Historia
Creado desde la Alianza de la Libertad (o UW) y formado por este mismo y por antiguos miembros de la Alianza de la Izquierda Democrática bajo la iniciativa del diputado Władysław Frasyniuk, el economista y exministro Jerzy Hausner y Tadeusz Mazowiecki, el primer ministro democrático tras el comunismo (1989-1991); se presentó a las elecciones polacas del 2005, pero no obtuvo ningún escaño con el 2,5% de los votos. En las elecciones polacas de octubre de 2007 se presentó en coalición con la Alianza de la Izquierda Democrática, el Partido Socialdemócrata de Polonia y la Unión del Trabajo bajo la coalición Izquierda y Demócratas.
- Datos: Q1413371
- Multimedia: Partia Demokratyczna / Q1413371